# Leopold Rosenak
Leopold Rosenak (* 11. September 1868 in Nadas in Ungarn; † 15. August 1923 auf See) war ein deutscher Rabbiner.

## Biografie
Rosenak war der Sohn eines Kaufmanns. Er heiratete 1895 Bella Carlebach (1876–1961), eine Tochter Rabbiner Salomon Carlebachs und Esther Carlebachs, die das Ereignis zum Anlass nahm, den Gedichtband Der Tochter Zions Liebe und Leben zu veröffentlichen. Sein Sohn war der Rechtsanwalt Ignatz Rosenak (1897–1957).
Nach dem Besuch des Gymnasiums studierte Rosenak ab 1888 an einer Rabbiner-Hochschule in der Slowakei und an der Talmud-Hochschule in Preßburg. Im Anschluss studierte er in Berlin Philosophie und Philologie und erwarb die Rabbinerwürde. In Bern wurde Rosenak zum Dr. phil. promoviert und übernahm die Stelle eines Hauslehrers.
1896 folgte Rosenak einer Berufung als Rabbiner der Israelitischen Gemeinde in Bremen. Er war ein orthodoxer Jude in einer liberalen Gemeinde und erwarb sich in seiner 27-jährigen Tätigkeit als Gemeinderabbiner in Bremen hohes Ansehen. Im Ersten Weltkrieg diente er als Feldrabbiner des Deutschen Heeres in Litauen und widmete sich, gemeinsam mit seinen Schwagern, Feldrabbiner Emanuel Carlebach und dem Pädagogen Joseph Carlebach, dem Aufbau des Schulwesens. Er erhielt das Eiserne Kreuz und das Hanseatenkreuz.
Nach 1918 bemühte Rosenak sich um die Integration der ostjüdischen Emigranten. Er setzte seine soziale Arbeit in Bremen fort und baute das 1901 gegründete Bremer Komitee für hilfsbedürftige jüdische Auswanderer aus.
Rosenak wirkte im Central-Verein deutscher Staatsbürger jüdischen Glaubens und auch im Verein zur Abwehr des Antisemitismus gegen den wachsenden Antisemitismus und gab die Schrift Anti-Anti(semitismus) heraus.
Auf seine Initiative hatte die Jüdische Gemeinde die Villa Lamcken in Gröpelingen gekauft, um dort das Altenwohnheim der Gemeinde einzurichten.
Rosenak starb auf der Rückfahrt von einer Amerikareise und wurde in Bremen bestattet.

### Ehrungen
- Die Rosenakstraße in Bremen-Gröpelingen wurde nach ihm benannt.
- Das Rosenak-Haus (früher Gemeindehaus, heute auch Gedenkstätte) im Bremer Schnoor, Kolpingstraße 7, wurde nach ihm benannt.[1]